# Райко Стойнов
Райко Стойнов е бивш български футболист, централен защитник.

## Биография
Стойнов е роден на 1 октомври 1937 година в Пазарджик, България. Играе за ФК „Хебър“ (Пазарджик) (1955 – 1956), „Сливен“ (1957 – 1958) и „Ботев“ (Пловдив) (1959 – 1970). Има 268 мача и 16 гола в А група за Ботев (Пд). Взима участие в около 50 официални и приятелски международни срещи (3 гола) и в над 80 контролни срещи (10 гола), 50 срещи за КСА. С отбора на Ботев е шампион на България през 1967, 1974, носител на Купата на Съветската армия през 1962, вицешампион през 1963 и бронзов медалист през 1961 г. Има 1 мач за А националния отбор, 3 мача за Б националния, 13 мача в олимпийския национален (всичките като капитан) и 3 мача за младежкия национален отбор. За „Ботев“ има 10 мача в евротурнирите (2 за КЕШ, 6 за КНК и 2 за купата на УЕФА). 
След приключване на състезателната си кариера остава в клуба и през сезона 1973/74 г. за кратко време е старши треньор на Ботев (Пд). 
Умира на 17 март 2010 година.